# Брънч за начинаещи
„Брънч за начинаещи“ е предстояща българска комедия от 2026 г. на режисьорката Яна Титова, която е съсценаристка с Виктория Радославова, а продуценти са Александър Алексиев, Борислав Бориславов и Николай Стоичков.
Снимките започват на 3 юли 2025 г., а премиерата се очаква да излезе в началото на 2026 г.